# Amédée Gibaud
Amédée (Aimé) Gibaud (Rochefort-sur-Mer, 5 de març del 1885 – Rochefort, 18 d'agost del 1957) fou un jugador d'escacs francès. Va guanyar quatre cops el Campionat d'escacs de França (1928, 1930, 1935, 1940) i va guanyar també tres cops el Campionat de França d'escacs per correspondència (1929, 1931, 1932). Va empatar al 4t-5è llocs al torneig de Ramsgate 1929 (Premier A, el campió fou William Gibson).
Gibaud va defensar França a la I Olimpíada d'escacs no oficial a París, 1924, i també a la III Olimpíada d'escacs no oficial a Múnic 1936.